# Moderne vijfkamp op de Olympische Zomerspelen 1988
De moderne vijfkamp is een van de sporten die beoefend werden tijdens de Olympische Zomerspelen 1992 in Seoel.

## Heren

### Individueel
| rang   | sporter               | land | Paardensport | Schermen | Zwemmen | Schieten | Atletiek | totaal |
| ------ | --------------------- | ---- | ------------ | -------- | ------- | -------- | -------- | ------ |
| Goud   | János Martinek        | HUN  | 1066         | 990      | 1264    | 868      | 1216     | 5404   |
| Zilver | Carlo Massullo        | ITA  | 1010         | 881      | 1204    | 1044     | 1240     | 5379   |
| Brons  | Vachtang Jagorasjvili | URS  | 980          | 915      | 1344    | 978      | 1150     | 5367   |
| 4      | Attila Mizsér         | HUN  | 1010         | 847      | 1196    | 934      | 1294     | 5281   |
| 5      | Christophe Ruer       | FRA  | 968          | 779      | 1348    | 934      | 1213     | 5242   |
| 6      | Richard Phelps        | GBR  | 964          | 898      | 1304    | 868      | 1195     | 5229   |
| 7      | László Fábián         | HUN  | 876          | 1051     | 1304    | 802      | 1168     | 5201   |
| 8      | Joël Bouzou           | FRA  | 1004         | 983      | 1172    | 868      | 1171     | 5198   |

### Team
| rang   | sporters                                              | land | Paardensport  | Schermen     | Zwemmen        | Schieten       | Atletiek       | totaal         | team  |
| ------ | ----------------------------------------------------- | ---- | ------------- | ------------ | -------------- | -------------- | -------------- | -------------- | ----- |
| Goud   | János Martinek Attila Mizsér László Fábián            | HUN  | 1066 1010 876 | 990 847 1051 | 1264 1196 1304 | 868 934 802    | 1216 1294 1168 | 5404 5281 5201 | 15886 |
| Zilver | Carlo Massullo Daniele Masala Gianluca Tiberti        | ITA  | 1010 948 1040 | 881 837 674  | 1204 1232 1296 | 1044 1066 1000 | 1240 1069 1030 | 5379 5152 5040 | 15571 |
| Brons  | Richard Phelps Dominic Mahony Graham Brookhouse       | GBR  | 964 1036 986  | 898 643      | 1304 1148 1312 | 868 890 846    | 1195 1075 1213 | 5229 5047 5000 | 15276 |
| 4      | Christophe Ruer Joël Bouzou Bruno Génard              | FRA  | 968 1004 912  | 779 983 711  | 1348 1172 1260 | 934 868 912    | 1213 1171 1033 | 5242 5198 4828 | 15268 |
| 5      | Vachtang Jagorasjvili German Joeferov Anatoli Avdejev | URS  | 980 716 680   | 915 949 871  | 1344 1324      | 978 934 890    | 1150 1084 1075 | 5367 5007 4840 | 15214 |
| 6      | Milan Kadlec Tomáš Fleissner Jiří Prokopius           | TCH  | 1064 1006 980 | 905 762 694  | 1092 1172 1244 | 802 1022 934   | 1267 1048 1051 | 5130 5010 4903 | 15043 |
| 7      | Peter Steinmann Andy Jung Peter Burger                | SUI  | 920 974 938   | 983 864 694  | 1252 1192 1172 | 780 912 780    | 1246 1009 1147 | 5181 4951 4731 | 14863 |
| 8      | Ivar Sisniega Alejandro Yrizar Marcelo Hoyo           | MEX  | 950 854 926   | 752 847 762  | 1260 1248 1140 | 890 780        | 1213 1081 1192 | 5065 4920 4800 | 14785 |

## Medaillespiegel
| rang   | land             | goud | zilver | brons | totaal |
| ------ | ---------------- | ---- | ------ | ----- | ------ |
| 1      | Hongarije        | 2    | 0      | 0     | 2      |
| 2      | Italië           | 0    | 2      | 0     | 2      |
| 3      | Sovjet-Unie      | 0    | 0      | 1     | 1      |
| 3      | Groot-Brittannië | 0    | 0      | 1     | 1      |
| totaal | totaal           | 0    | 0      | 0     | 0      |